# Smith & Wesson
A Smith & Wesson (até 2020 pertencente à American Outdoor Brands - NASDAQ: AOBC), é a maior fabricante de armas de fogo dos Estados Unidos, com sede em Springfield (Massachusetts). Fundada em 1852 por Horace Smith e Daniel B. Wesson, a empresa produz revólvers, pistolas, munição e também facas de combate.

## Visão geral
A Smith & Wesson foi fundada por Horace Smith e Daniel B. Wesson como a "Smith & Wesson Revolver Company" em 1856 depois que sua empresa anterior, também chamada de "Smith & Wesson Company" e posteriormente renomeada como "Volcanic Repeating Arms", foi vendida para Oliver Winchester e tornou-se a Winchester Repeating Arms Company. A moderna Smith & Wesson era anteriormente propriedade da Bangor Punta e da Tomkins plc antes de ser adquirido pela "Saf-T-Hammer Corporation" em 2001. A Smith & Wesson foi uma unidade da American Outdoor Brands Corporation de 2016 a 2020, quando a empresa foi desmembrada.

## Tamanho do quadro
A Smith & Wesson produziu revólveres ao longo dos anos em vários tamanhos de quadro ("frame") padrão:
- M-frame ("extra small old models"), refere-se ao quadro inicial pequeno dos "Ladysmith",
- I-frame ("small models"), refere-se ao quadro pequeno .32;
- J-frame ("small models"), refere-se ao quadro pequeno .38;
- K-frame ("medium models"), refere-se ao quadro .38 médio;
- L-frame ("medium-large models"), refere-se ao quadro médio-grande .38 e .44 Magnum;
- N-frame ("large models" - antiga "S-frame"), refere-se ao quadro maior do tipo .44 Magnum;[6]
- X-frame um quadro ainda maior, introduzido em 2003, para o .500 S&W Magnum;
- Z-frame um quadro composto, é uma "N-frame" mais longa com a empunhadura da "K-frame" introduzido em 2011, e é utilizado no Smith & Wesson Governor.

## Produtos

### Os primeiros revólveres

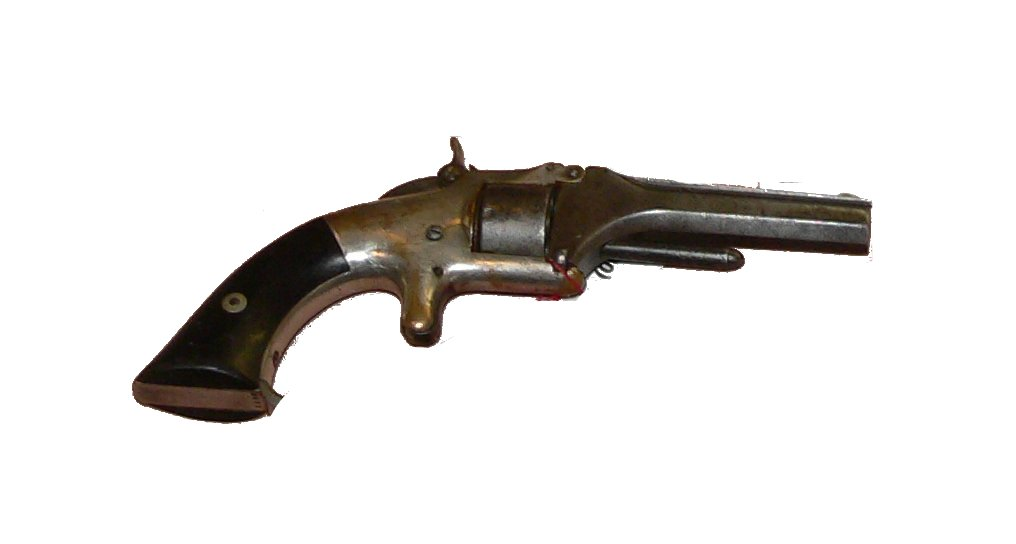
Model 1, cal. .22
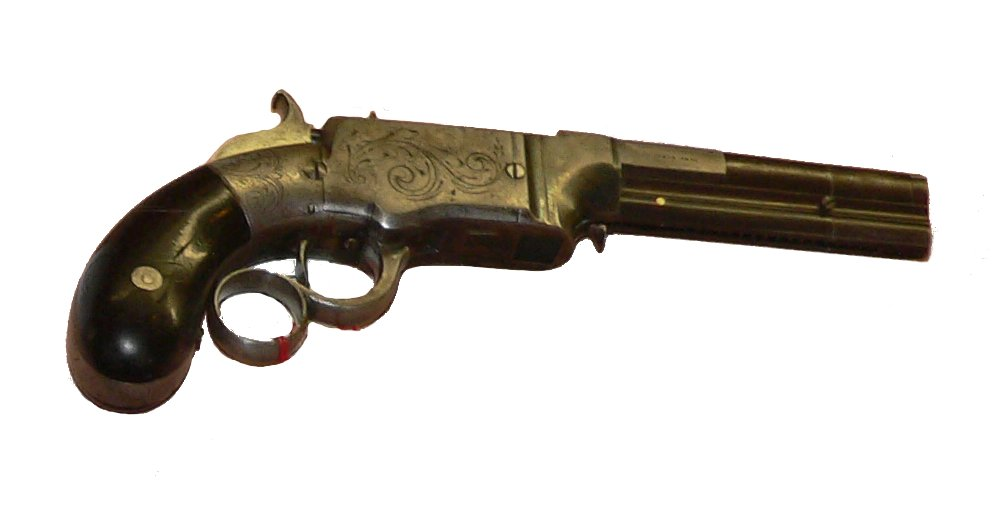
Smith & Wesson Volcanic, cal. .31, entre 1845 e 1855.
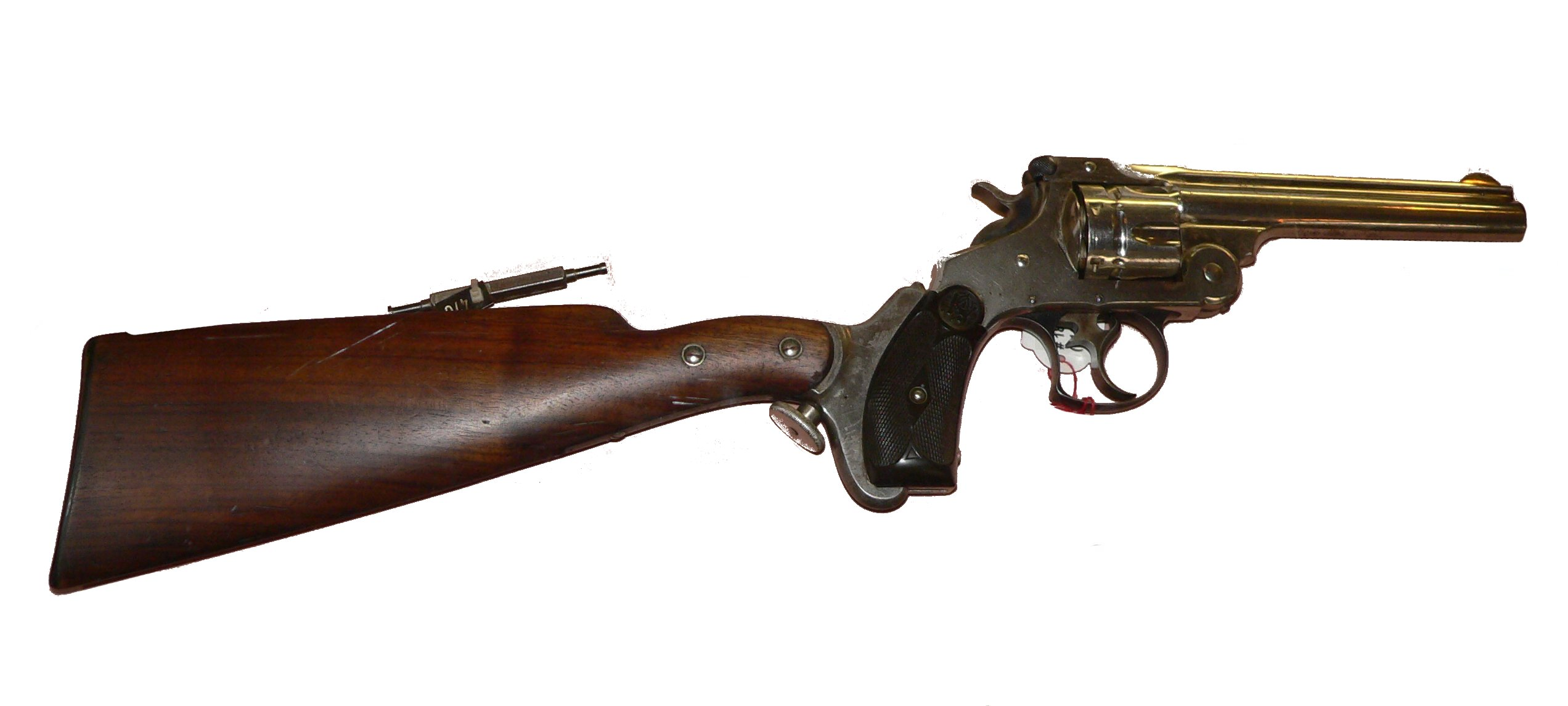
Cal. .44, entre 1881 e 1923.
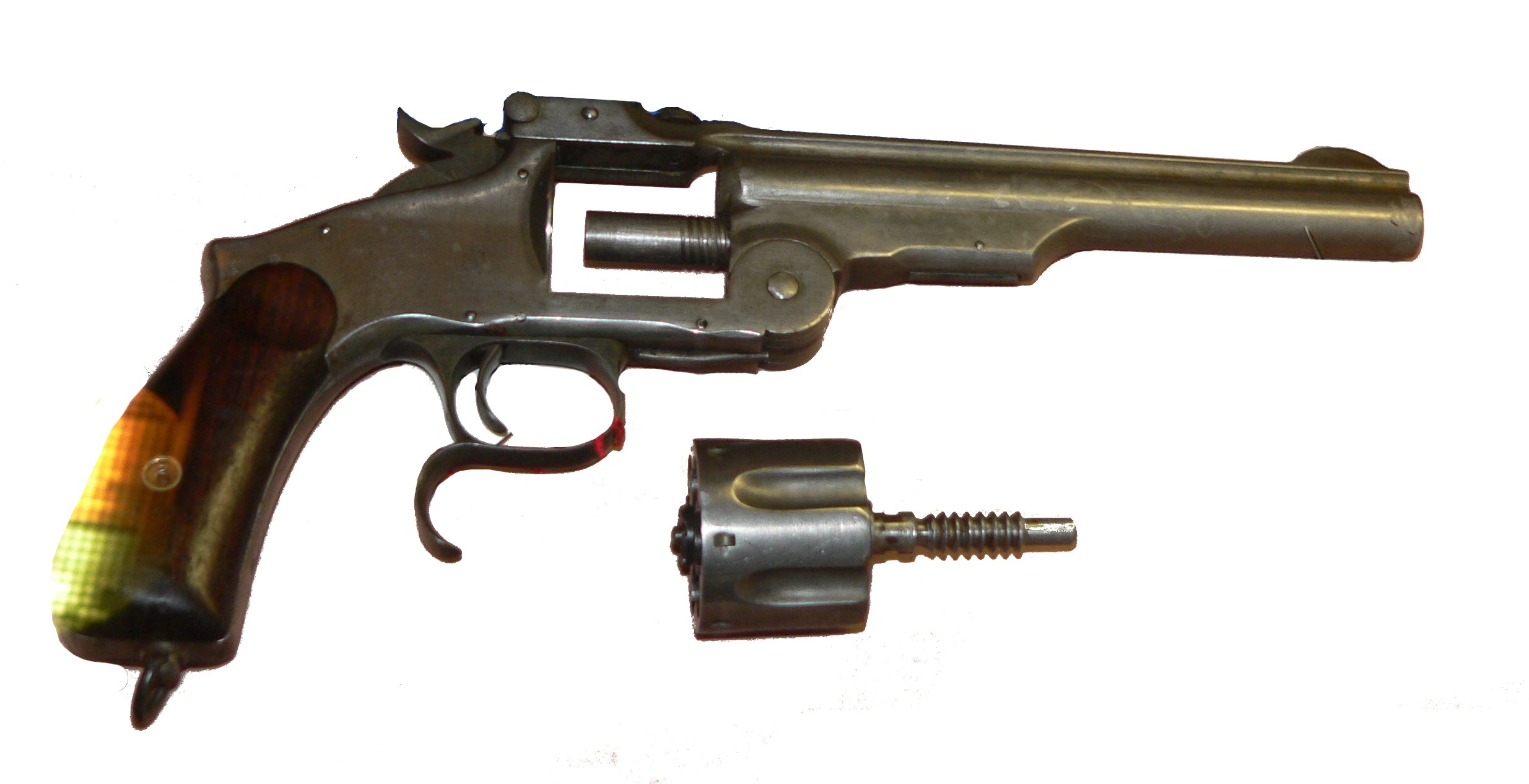
Model 3, Cal. .44, entre 1874 e 1878.

### Revólveres contemporâneos

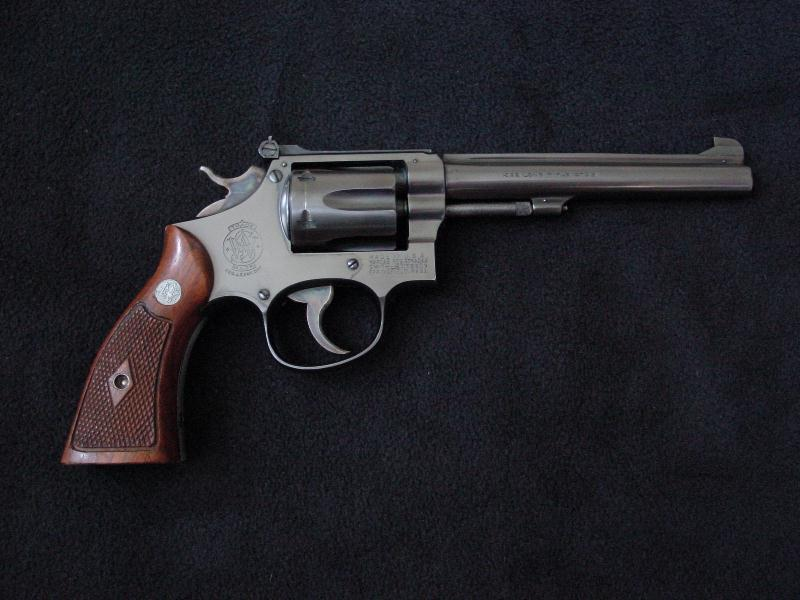
S & W K .22.
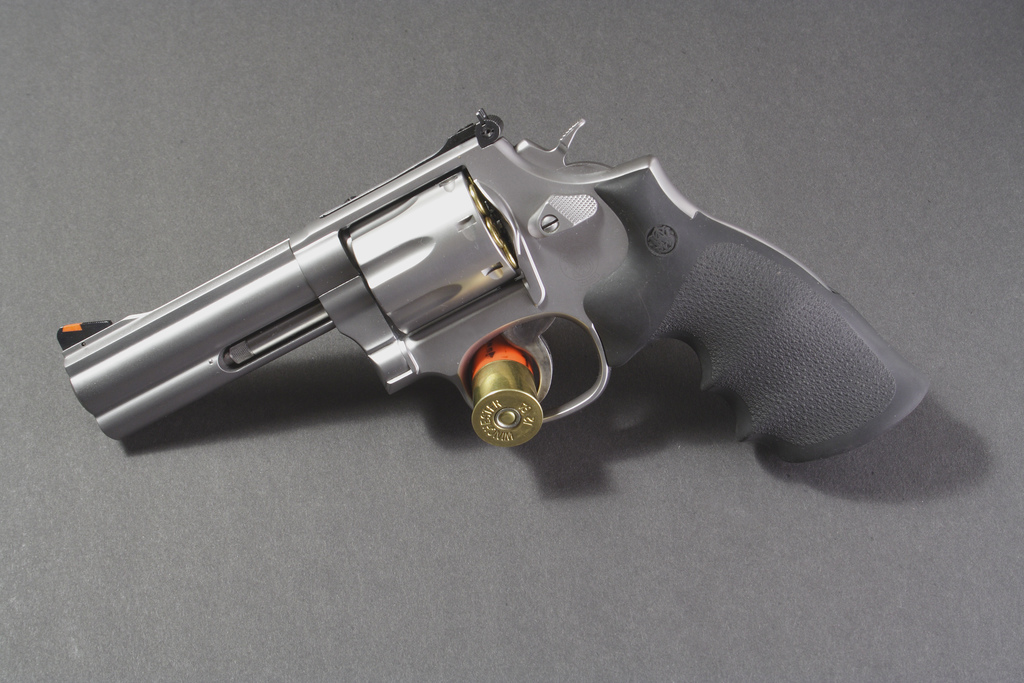
S & W 686

### Outros produtos

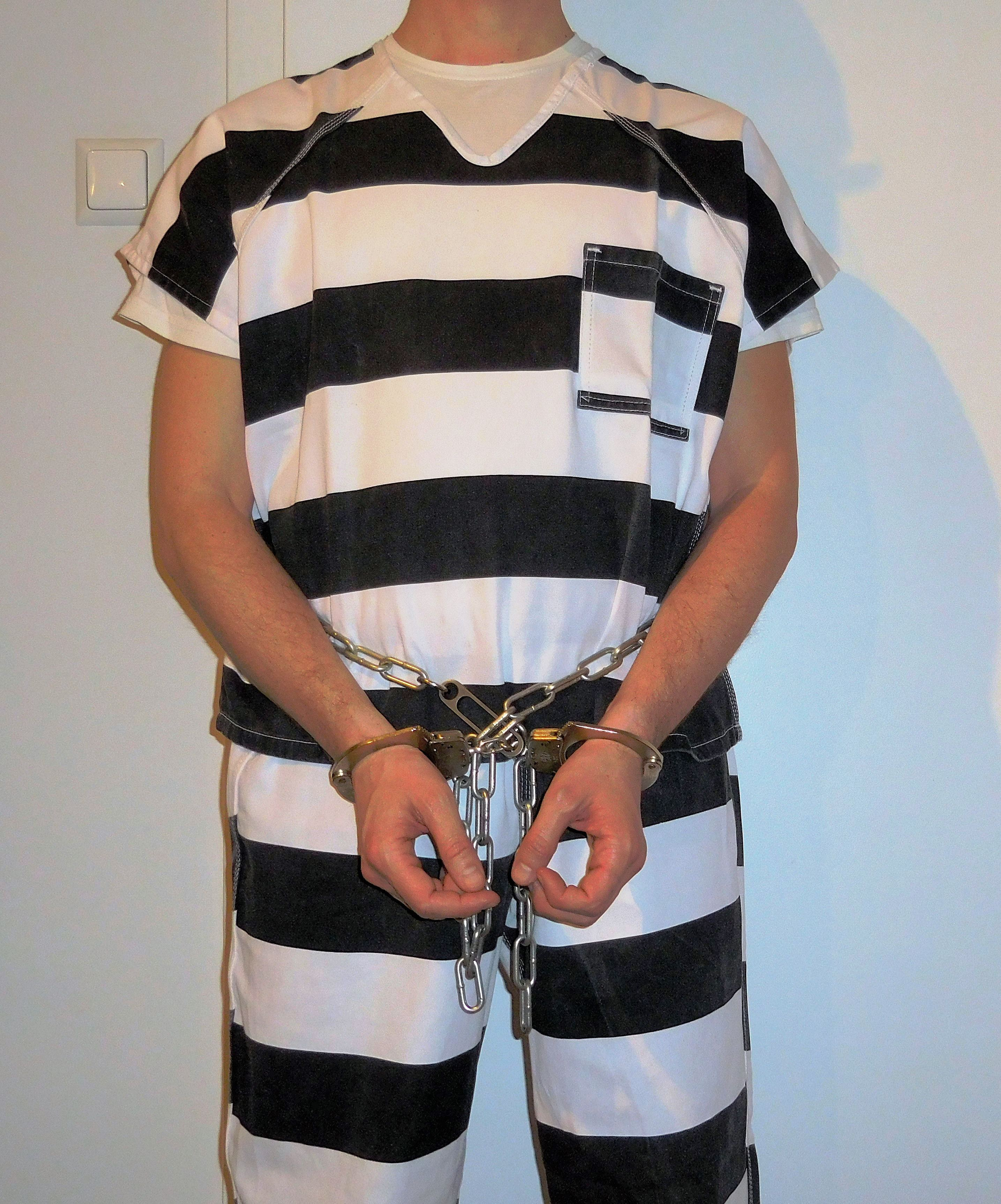
Preso com algemas "universais" Smith & Wesson m-1 em conjunto com uma corrente para o ventre m-1840.

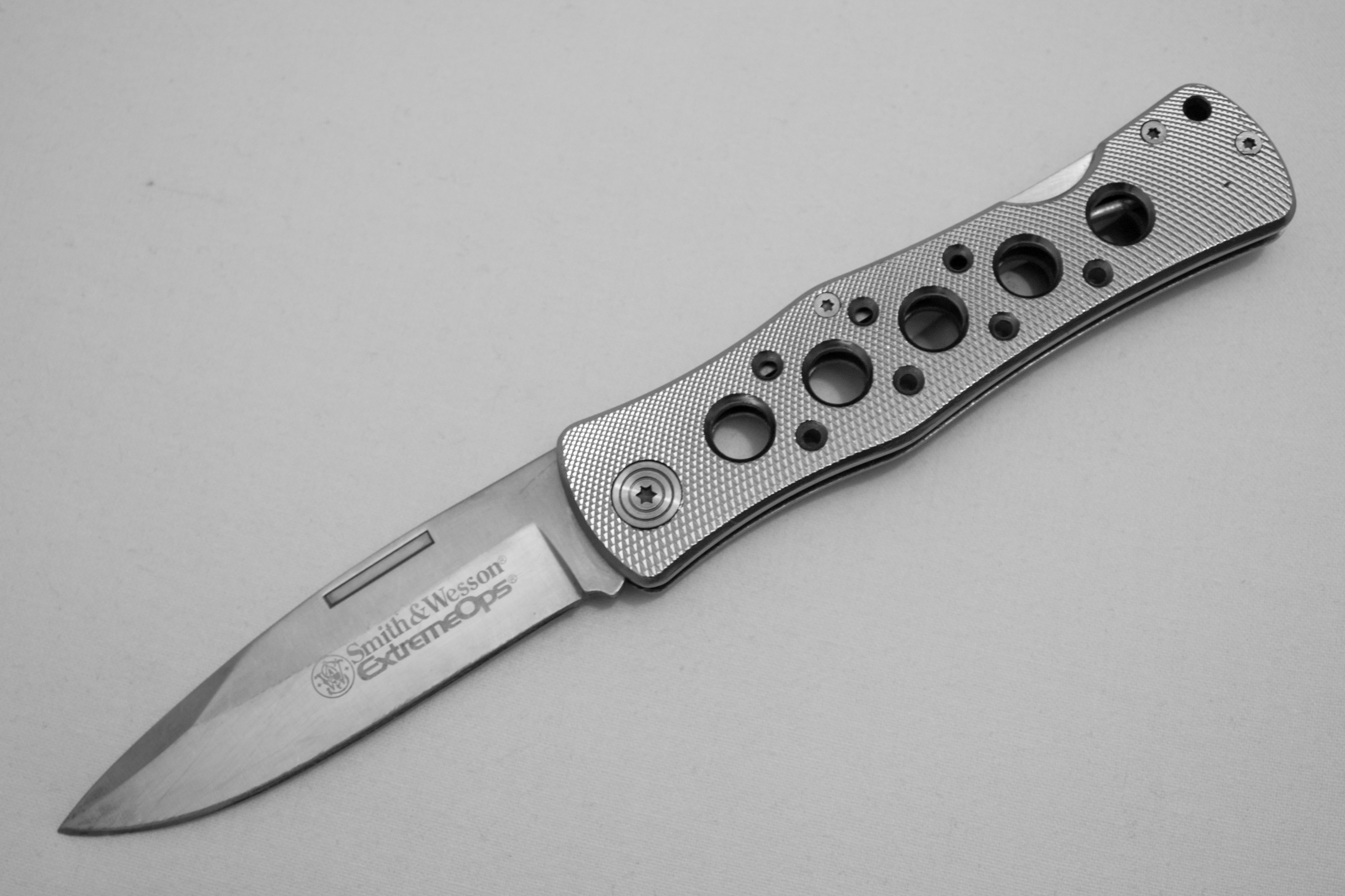
Uma faca de bolso Smith & Wesson "ExtremeOps".

A Smith & Wesson também fabrica de sistemas de retenção (algemas, grilhões, correntes para o ventre, correntes para transporte de prisioneiros). A Smith & Wesson inicialmente fabricou algemas para a empresa Peerless, que obteve o direito de produzir as primeiras algemas de arco oscilante patenteadas por George A. Carney em 1912. A Peerless não tinha as instalações necessárias para a produção, então contratou a Smith & Wesson para fabricar as algemas para eles. Quando a Peerless estabeleceu sua própria fábrica, a Smith & Wesson continuou a produzir algemas do tipo Peerless sob sua própria marca.
A Smith & Wesson comercializa acessórios para armas de fogo, cofres, roupas, relógios, itens colecionáveis, facas, machados, ferramentas, pistolas de ar, barras de luz de emergência e outros produtos sob sua marca.
John Wilson e Roy G. Jinks projetaram a faca Smith & Wesson modelo 6010 Bowie em 1971 e a faca Texas Ranger Bowie em 1973. Blackie Collins projetou a faca de sobrevivência modelo 6020 e 6060 subsequente em 1974-1979. Todas essas facas de produção limitada e personalizadas foram feitas na fábrica de Springfield, Massachusetts, nos Estados Unidos.
Em outubro de 2002, a Smith & Wesson anunciou que havia firmado um contrato de licenciamento com o Cycle Source Group para produzir uma linha de bicicletas projetadas por e para a aplicação da lei. Essas bicicletas tinham configurações personalizadas e hubs silenciosos.
Lanternas Smith & Wesson estão disponíveis para o público em geral. Elas são projetadas e produzidas pela PowerTech, Inc, em Collierville, Tennessee.
A Smith & Wesson tem uma linha de grelhas de pellets de madeira com nomes de vários cartuchos de pistola, como .22 Magnum, .38 Special, .44 Magnum, .357 Magnum e .500 Magnum.
A Smith & Wesson celebrou um acordo de licenciamento com a Wellco Enterprises, sediada na Carolina do Norte, para projetar e distribuir uma linha completa de calçados táticos para aplicação da lei.